# Kim Woo-jin
Kim Woo-jin (kor. 김우진; ur. 20 czerwca 1992 r. w Okcheon) – południowokoreański łucznik specjalizujący się w łuku klasycznym, multimedalista igrzysk olimpijskich, dziewięciokrotny mistrz świata, pięciokrotny medalista uniwersjady, trzykrotny złoty medalista igrzysk azjatyckich.

## Igrzyska olimpijskie
Na igrzyskach olimpijskich w 2016 roku wystąpił w dwóch konkurencjach. W rywalizacji drużynowej razem z Ku Bon-chan i Lee Seung-yun zdobył złoty medal, pokonując w finale Amerykanów 6–0. Wcześniej wygrali z ćwierćfinale z Holendrami, a w półfinale – z Australijczykami. W zawodach indywidualnych pobił rekord świata w kwalifikacjach, ustanawiając wynik 700 punktów na 72 strzał. Odpadł w drugiej rundzie, przegrywając z Riauem Egą Agathą z Indonezji.

Na igrzyskach olimpijskich w 2024 roku zdobył trzy złote medale.